# Diodon
Diodon es un género de peces globo que pertenece a la familia Diodontidae. Se encuentran en todos los océanos de clima tropical.

## Características
Los peces del género Diodon poseen:
- espinas móviles con dos raíces (que proceden de escamas alteradas) y están distribuidas por todo su cuerpo.
- mandíbulas en forma de pico, que usan para aplastar las presas de caparazón duro (los crustáceos y los moluscos).[1]

Se diferencian del pez globo y los erizos de mar (género Cyclichthys y Chilomycterus respectivamente) que tienen espinas firmes y rígidas.

## Mecanismos de defensa
- Al igual que el pez globo verdadero de la familia Tetraodontidae, el pez puercoespín puede hincharse solo. Una vez inflado, las espinas verticales del pez puercoespín son perpendiculares a la piel, lo que causa una gran dificultad para los peces depredadores: un pez puercoespín grande completamente inflado puede asfixiar a un tiburón. Según Charles Darwin en El viaje del Beagle (1845), un tal Dr. Allen de Forres (Reino Unido) le contó que una especie del género Diodon fue encontrado "vivo flotando e hinchado en el vientre de un tiburón" y que después de que el tiburón tragase al pez puercoespín, éste mordió el cuerpo del tiburón, lo que resultó en la muerte del atacante.[2]
- Pueden ser venenosos, gracias a la acumulación de tetrodotoxina o ciguatera.[1]

## Especies

### Existentes

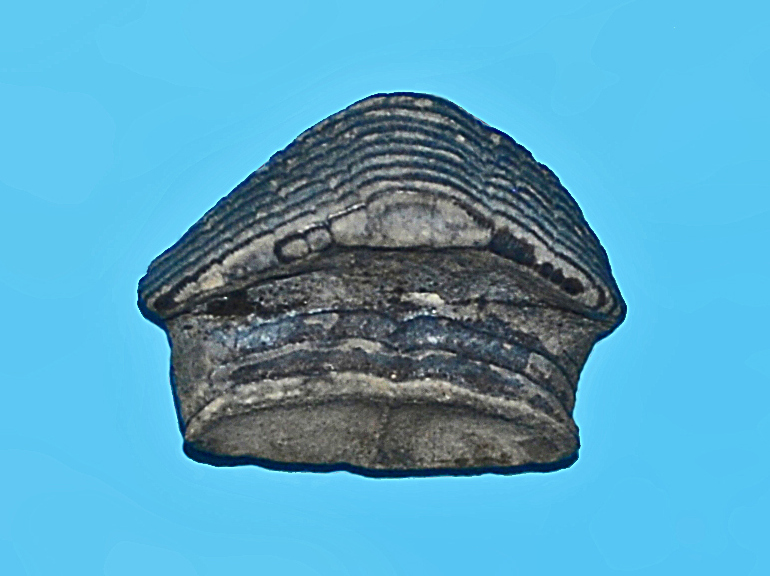
Diente fósil del género Diodon. Edad: Mioceno EE. UU.

Actualmente existen cinco especies reconocidas de este género:
| Imagen | Nombre científico                           | Nombre común                | Distribución                                                                                          |
| ------ | ------------------------------------------- | --------------------------- | --- |
|        | Diodon eydouxii Brisout de Barneville, 1846 | Pez erizo pelágico          | distribución circuntropical                                                                           |
|        | Diodon holocanthus Linnaeus, 1758           | Pez erizo de espinas largas | zonas tropicales de los principales mares y océanos                                                   |
|        | Diodon hystrix Linnaeus, 1758               | Pez erizo moteado           | aguas tropicales y subtropicales del mundo, incluido el mar Mediterráneo                              |
|        | Diodon liturosus G. Shaw, 1804              | Pez erizo de manchas negras | aguas tropicales y subtropicales del Indo-Pacífico, desde las costas orientales de África hasta Japón |
|        | Diodon nicthemerus G. Cuvier, 1818          | Pez erizo de espinas finas  | el sur de Australia, desde la Bahía de Sídney hasta Geraldton (Australia Occidental)                  |

### Fósiles
Se conocen fósiles de peces erizo procedentes de las capas marinas del Terciario. Estas especies se parecen a las modernas. Las especies fósiles incluyen:
- Diodon tenuispinus, procedente de la lagerstätte en Monte Bolca, de la edad del Ypresiano.
- Diodon scyllai, de Piamonte, Italia, en el Mioceno medio.